# Kastania-Höhle
Die Kastania-Höhle (griechisch Σπήλαιο Καστανιάς), auch Höhle des heiligen Andreas (Αγίου Ανδρέα), befindet sich im südlichsten Zipfel der Peloponnes auf dem Gebiet der Gemeinde Monemvasia, etwa 12 Kilometer von der Hafenstadt Neapolis entfernt, unweit der Bergdörfer Apo Kastania und Kato Kastania. Es ist eine etwa 1500 Meter lange Tropfsteinhöhle mit mehrfarbigen Stalagmiten und Stalaktiten, weißen und roten Wasserfällen, welche auf einem 500 Meter langen Weg besichtigt werden kann.

## Geologie
Die Kastania-Höhle ist eine Karsthöhle und hat eine konstante Temperatur von 18 °C. Ihre Entwicklung fand vor drei Millionen Jahren innerhalb der Kalkformationen des Jura statt. Der Tropfenfluss und die Bildung von Sedimenten ist bis heute aktiv. Die Steinformationen bestehen aus Calciumcarbonat in kristalliner Form und sind mit Metalloxiden des umgebenden Gesteins angereichert. So entstehen rote (Eisenoxid), braune (Manganoxid), grüne (Kupferoxid), gelbe (Schwefeloxid) und mehrfarbige Formationen.

## Geschichte
Die Höhle wurde Anfang des 20. Jahrhunderts vom griechischen Schäfer Costas Stivaktas entdeckt, als er Bienen auf der Suche nach Wasser beobachtete. Diese flogen immer wieder in einen Spalt in der Erde. Als er diesen Spalt erweiterte und hineinstieg, fand er die Höhle. Seitdem betraten er und seine Nachkommen die Höhle, um Wasser zu schöpfen. Bis heute kann man Stellen finden, an denen sie Feuer machten, um die Höhle zu beleuchten. Als im Jahre 1958 in der Nähe eine Schauhöhle eröffnet wurde, erkannte die Familie die Bedeutung ihres Fundes und machte diesen öffentlich.

## Fauna
In der Höhle lebt eine farblose, blinde und taube Langfühlerschrecke (Dolichopoda).